# Hannah Waddingham
Hannah Waddingham (* 28. července 1974, Londýn, Spojené království) je britská herečka, zpěvačka a moderátorka. Známou se stala především díky roli Rebeccy Weltonové v komediálním seriálu Ted Lasso (2020–2023), za níž obdržela cenu Emmy za nejlepší herečku ve vedlejší roli v komediálním seriálu v roce 2021 a dvě Critics' Choice Television Awards za nejlepší ženský herecký výkon ve vedlejší roli v komediálním seriálu v letech 2021 a 2022. Objevila se také v mnoha divadelních inscenacích na West Endu a za svou práci získala tři nominace na cenu Laurence Olivera.
Dále se objevila ve filmové adaptaci muzikálu Bídníci z roku 2012 a připojila se k obsazení páté řady dramatického seriálu Hra o trůny (2015), kde ztvárnila roli Septy Unelly. Ztvárnila jednu z hlavních rolí v britském psychologickém thrilleru Winter Ridge (2018) a vedlejší roli v komediálním seriálu Sexuální výchova (2019–2023). V roce 2023 spolumoderovala Eurovision Song Contest.

## Život
Waddingham se narodila v londýnském obvodě Wandsworth. Její matka, Melodie Kelly, byla operní zpěvačkou, stejně jako její prarodiče z matčiny strany. Její matka nastoupila do Anglické národní opery, když jí bylo osm let a vyrůstala v divadelním prostředí.
Je svobodná matka, má dceru Kitty, která trpí onemocněním Henochova–Schönleinova purpura.

## Kariéra
V roce 2011 se objevila sitcomu Not Going Out, kde ztvárnila roli Jane, herečky ve filmu pro dospělé. V roce 2012 účinkovala v menší roli ve filmové adaptaci muzikálu Bídníci.
Ztvárnila roli Septy Unelly v páté a šesté řadě dramatického seriálu Hra o trůny. Ztvárňuje také vedlejší roli Sophie Marchetti v komediálně-dramatickém seriálu Sexuální výchova společnosti Netflix.
Mezi lety 2020 až 2023 ztvárňovala roli Rebeccy Weltonové, majitelky fotbalového klubu AFC Richmond, v komediálním seriálu Ted Lasso společnosti Apple TV+. Seriál byl chválen za „osvěžující“ zobrazení podpůrného ženského přátelství mezi Rebeccou a Keeley, postavou Juno Temple. V roce 2021 za svůj výkon získala cenu Emmy za nejlepší herečku ve vedlejší roli v komediálním seriálu a Critics' Choice Television Awards za nejlepší ženský herecký výkon ve vedlejší roli v komediálním seriálu.
Waddingham se také objevila v roli Mother Witch ve fantasy filmu Hokus Pokus 2, sequelu filmu Hocus Pocus, vydaném na Disney+ dne 30. září 2022.
Dne 22. února 2023 bylo potvrzeno, že bude spolumoderovat Eurovision Song Contest 2023 v Liverpoolu spolu se zpěvačkami Aleshou Dixon a Juliou Sanina. V březnu 2023 bylo oznámeno jako součást obsazení filmu Mission: Impossible – Dead Reckoning Part Two.

## Filmografie

### Film
| Rok  | Název                                         | Role             | Poznámky     |
| ---- | --------------------------------------------- | ---------------- | ------------ |
| 2008 | Jak se zbavit přátel a zůstat úplně sám       | Elizabeth Maddox |              |
| 2012 | Bídníci                                       | Factory Worker   |              |
| 2018 | Winter Ridge                                  | Joanne Hill      |              |
| 2019 | Podfukářky                                    | Shiraz           |              |
| 2022 | Hokus Pokus 2                                 | Mother Witch     |              |
| 2024 | Kaskadér                                      | Gail             | postprodukce |
| 2024 | Garfield ve filmu                             | Jinx (hlas)      | postprodukce |
| 2025 | Mission: Impossible – Dead Reckoning Part Two | bude oznámeno    | natáčí se    |

### Televize
| Rok        | Název                      | Role                 | Poznámky               |
| ---------- | -------------------------- | -------------------- | ---------------------- |
| 2002       | Párování                   | Jenny Turbot         |                        |
| 2002       | Brookside                  | Georgina Savage      | 1 díl                  |
| 2003, 2006 | My Hero                    | Lula / Miranda       | 2 díly                 |
| 2005       | William and Mary           | Penelope             | 1 díl                  |
| 2005       | Footballers' Wives         | Jools                | 1 díl                  |
| 2005       | Hollyoaks: Let Loose       | paní Robertson       | 3 díly                 |
| 2006       | The Only Boy for Me        | Melissa              | TV film                |
| 2008       | Doctors                    | Dixie Deadman        |                        |
| 2009       | M.I. High                  | Alannah Sucrose      | 1 díl                  |
| 2010–2011  | Slečna Marplová            | Lola Brewster        | 2 díly                 |
| 2010–2011  | Moje rodina                | Katie                | 3 díly                 |
| 2011       | Not Going Out              | Jane                 | 1 díl                  |
| 2012       | Mizerná výchova            | Loretta              | 1 díl                  |
| 2014       | Benidorm                   | Tonya Dyke           | hlavní role; 7 dílů    |
| 2015       | Tommy a Pentlička          | asasin               | 3 díly; minisérie      |
| 2015–2016  | Hra o trůny                | Septa Unella         | 8 dílů                 |
| 2017       | 12 opic                    | Magdalena            | vedlejší role; 4 díly  |
| 2018–2019  | Krypton                    | Jax-Ur / Sela-Sonn   | hlavní role            |
| 2019–2023  | Sexuální výchova           | Sofía Marchetti      | vedlejší role; 11 dílů |
| 2020–2023  | Ted Lasso                  | Rebecca Weltonová    | hlavní role            |
| 2021       | Vraždy v Midsomeru         | Mimi Dagmar          | 1 díl                  |
| 2022       | RuPaul's Drag Race UK      | hostující porortkyně | čtvrtá řada            |
| 2022       | Willow                     | Hubert               | 1 díl                  |
| 2023       | Tom Jones                  | Lady Bellaston       | 4 díly                 |
| 2023       | Eurovision Song Contest    | spolumoderátorka     |                        |
| 2023       | Krapopolis                 | Deliria              | hlavní role            |
| 2023       | Vánoce s Hannah Waddingham | sama sebe            | vánoční TV speciál     |